# Quintana (Madrid)

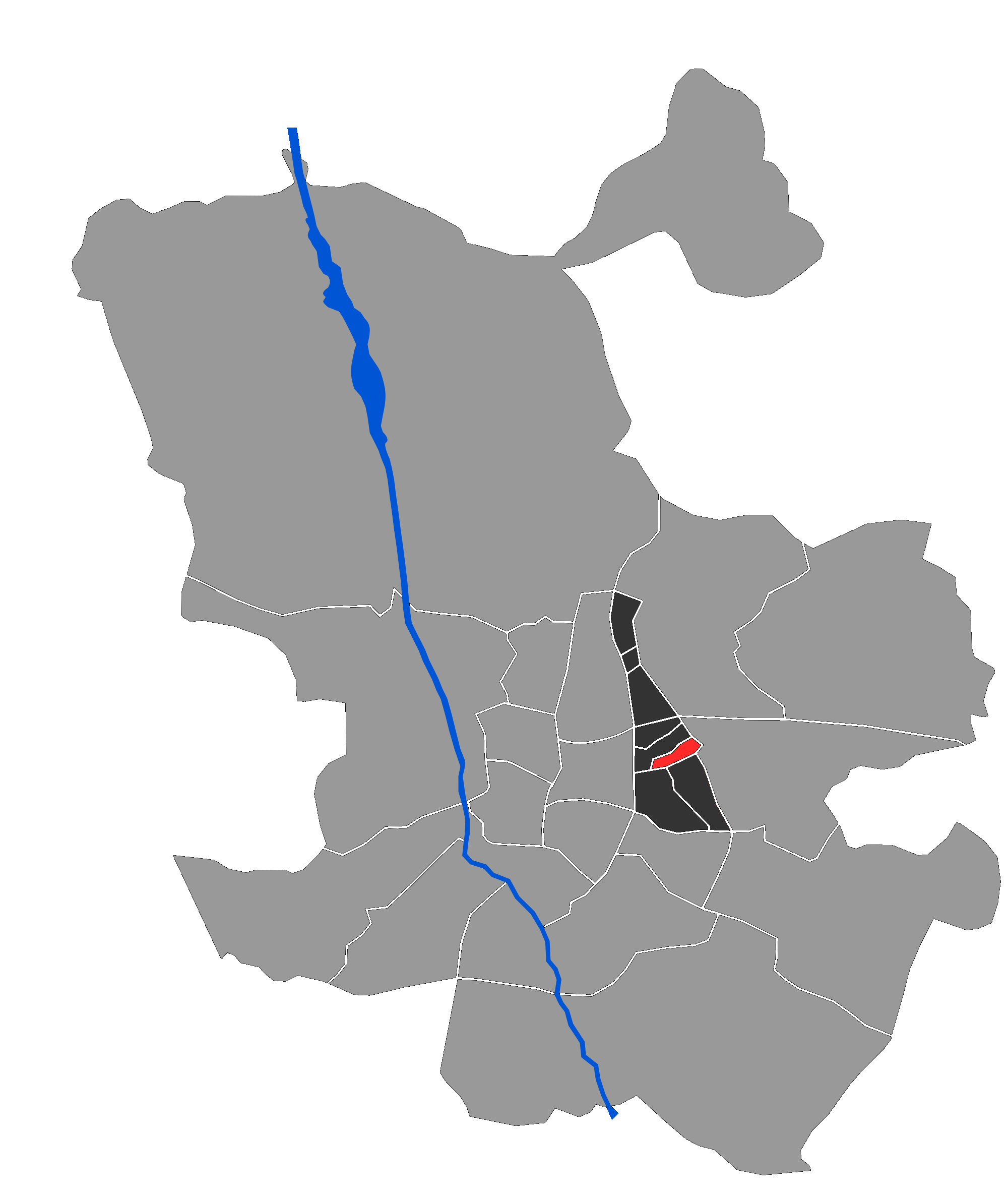
Ubicació de Quintana

Quintana és un barri del districte de Ciudad Lineal, a Madrid. Els seus carrers principals són el carrer d'Alcalá i el carrer José del Hierro. Entre els llocs més importants del barri hi trobem la plaça de Quintana, situada a la cantonada on conflueixen el carrer d'Alcalá amb el carrer Virgen del Sagrario. És un barri majoritàriament residencial amb molta activitat comercial. Té una superfície de 72,31 hectàrees i una població de 25.989 habitants (2009).

## Situació
Limita al nord i oest amb el barri de Concepción, al sud amb Pueblo Nuevo i Ventas i a l'est amb Simancas (San Blas-Canillejas). Està delimitat, de nord a Sud, pel carrer José del Hierro fins al carrer d'Alcalá i, d'est a oest, pel carrer del General Aranaz fins al carrer Florencio Llorente.

## Transports

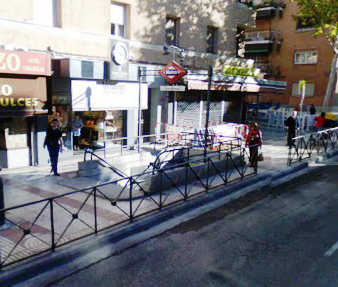
Metro de Quintana al Carrer d'Alcalá.

### Autobusos
El barri es troba molt ben connectat amb Hortaleza i les zones centro i sud-est de Madrid.
- El 21 connecta el barri amb Pintor Rosales i amb El Salvador.
- El 38 connecta el barri amb Las Rosas i amb l'estació de Manuel Becerra, en la plaça del mateix nom.
- El 48 connecta el barri amb Manuel Becerra i amb Canillejas.
- El 109 connecta el barri amb Ciudad Lineal i amb Castillo Uclés.
- El 113 connecta el barri amb Estació de Méndez Álvaro i amb Ciudad Lineal.
- El 146 connecta el barri amb Callao i amb Los Molinos.
- El 201 connecta el barri amb Ventas i amb Hortaleza.
- Per als trajectes nocturns està l'autobús N5.

### Metre
Pel barri de Quintana passen les línies 5 i 7 del Metro de Madrid tenint les estacions de Quintana, Pueblo Nuevo i Ciudad Lineal.

## Llocs d'interès

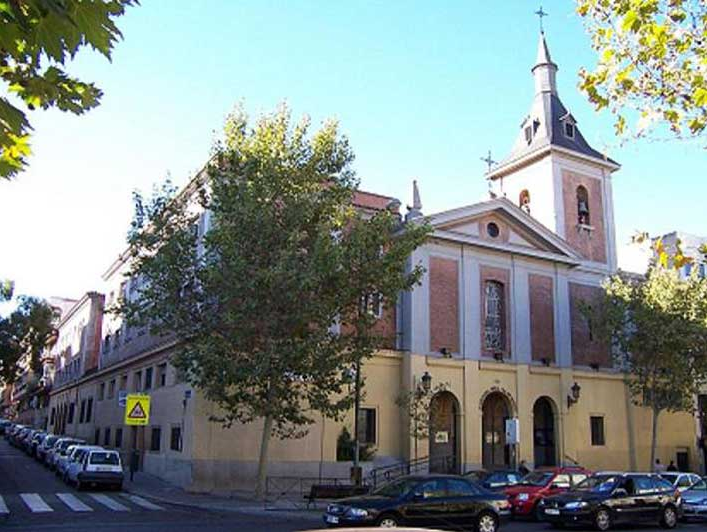
Parròquia de Nuestra Señora del Rosario de Fátima.

Al carrer de los Misterios 2, limitant amb el carrer Arturo Soria, trobem la Parròquia de Nuestra Señora de la Concepción.
En el número 292 del carrer d'Alcalá trobem la Parròquia de Nuestra Señora del Rosario de Fátima. Alberga la imatge coronada de la Mare de Déu del Rosari de Fátima. A més alberga el col·legi Nuestra Señora de Fátima.
A la plaça de Quintana s'hi pot trobar el Bar Docamar, bar amb fama per les seves patates braves des de 1963. Amb diversos premis i esments en programes de televisió i de famosos crítics gastronòmics com José Carlos Capel.
Dins del barri està part del parc de Calero. Aquest parc està dividit entre el barri de Quintana i el de Concepción.

## Activitats d'interès
A la plaça Quintana, els diumenges al matí, es desenvolupa un mercat d'intercanvi de cromos que té lloc en aquest indret des de fa més de trenta anys. En ell, nens i adults poden bescanviar, comprar o vendre cromos o col·leccionables de totes les col·leccions que hi hagi en aquest moment.